# Kilomberowever
De kilomberowever (Ploceus burnieri) is een zangvogel uit de familie Ploceidae (wevers en verwanten). Het is een kwetsbare, endemische vogelsoort in Tanzania. De vogel werd in 1990 geldig beschreven en is vernoemd naar de Zwitserse arts en amateurornitholoog Dr Eric Burnier die de vogel ontdekte.

## Kenmerken
De vogel is 14 tot 15 cm lang. De vogel lijkt sterk op de geelrugwever (P. taeniopterus), maar hij is helderder geel op borst en buik. De keel en het masker zijn zwart en dit zwart contrasteert sterk met het geel, terwijl bij de geelrugwever het zwart  eerst over gaat in bruin en dan geel.

## Verspreiding en leefgebied
Deze soort is endemisch in de overstromingsvlakten van de rivier de Kilombero in het zuidelijk deel van Midden-Tanzania. Het leefgebied bestaat uit rietvelden.

## Status
De kilomberowever heeft een beperkt verspreidingsgebied en daardoor is de kans op uitsterven aanwezig. De grootte van de populatie werd in 2016 door BirdLife International geschat op  3,5 tot 15 duizend individuen en de populatie-aantallen nemen af door habitatverlies. Het leefgebied wordt  omgezet in gebied voor agrarisch gebruik zoals begrazing door vee of de teelt van suikerriet. Om deze redenen staat deze soort als kwetsbaar op de Rode Lijst van de IUCN.